# Багров Петро Олексійович
Петро Олексійович Багров (нар. 25 вересня 1982 року, Ленінград) — російський кінознавець, історик кіно.

## Біографія
У 2005 році закінчив фізико-технічний факультет СПбГПУ. 
Видається з 1999 року в газеті «Невський час», журналах «Кінознавчі записки», «Кінопроцес» та ін. 
Член редколегії журналів «Кінознавчі записки», «Сеанс». Автор низки статей видання «Новітня історія вітчизняного кіно. 1986-2000. Кіно і контекст». Автор сценаріїв низки телепередач з історії кіно на каналі «Культура».
З 2005 року — молодший науковий співробітник сектору кіно і телебачення Російського інституту історії мистецтв.
З 2013 року — старший куратор наукових проектів Держфільмофонду Росії, художній керівник фестивалю архівного кіно «Білі стовпи».
Член Союзу Кінематографістів РФ з 2003 року.
У березні 2014 р. підписав лист «Ми з Вами!» КіноСоюзу в підтримку України.

## Книги
- «Попелюшка»: мешканці казкового королівства. М.: «Крупний план», 2011

## Нагороди
- Премія Гільдії кінознавців і кінокритиків Росії (2004) в номінації «Інформаційно-довідкова література про кіно» (за публікації в журналі «Кінознавчі записки» і за сценарії передач «Зоряні роки Ленфільму»)
- Премія Гільдії кінознавців і кінокритиків Росії (2008)
- Приз фестивалю архівного кіно «Білі стовпи» (2011)